# Soera De Ommantelde
Soera De Ommantelde is een soera van de Koran.
De soera is vernoemd naar de eerste aya, die gelijkluidend is. De hitte van de hel wordt beschreven. Ook wordt duidelijk gemaakt dat zij die niet naar de vermaning luisteren in de hitte van de hel worden binnengevoerd.

## Bijzonderheden
De benaming van de soera is een verwijzing naar de mantel waar Mohammed zich in hulde uit vrees voor een Openbaring. De eerste zeven ayaat van deze soera worden vaak gezien als behorend tot de oudste ayaat van de Koran. Soera De Bloedklomp is waarschijnlijk nog eerder geopenbaard.